# Sergio Gelsomino
Sergio Gelsomino (* 15. April 1986 in Caltanissetta, Sizilien) ist ein italienischer Musiker, Komponist, Flötist, Dirigent und Singer-Songwriter.

## Karriere

### Kindheit und musikalische Anfänge
Sergio Gelsomino begann im Alter von acht Jahren mit dem Querflötenspiel, inspiriert von den Ostertraditionen seiner Heimatstadt, bei denen Musikkapellen eine zentrale Rolle spielten.
Seine musikalische Ausbildung begann er bei Silvio Vitale, der ihn förderte und zur Aufnahme einer professionellen Musikausbildung ermutigte. Mit elf Jahren bestand er daraufhin die Aufnahmeprüfung an der Musikhochschule Vincenzo Bellini und wurde dort aufgenommen. Bereits während seiner Jugend spielte Gelsomino in verschiedenen Ensembles und Kammermusikgruppen. Neben der Querflöte erlernte er autodidaktisch das Gitarrenspiel.

### Ausbildung und Karrierebeginn
Nach seinem Abitur und dem Flötendiplom studierte Gelsomino Musikwissenschaft an der Universität Bologna und im Jahr 2010 schloss er sein Masterstudium mit Auszeichnung ab. Seine Magisterarbeit widmete sich der historischen Instrumentenkunde und wurde von Gianni Lazzari, dem Präsidenten der italienischen Gesellschaft für historische Flöte, sowie Ludwig Böhm, einem Nachkommen von Theobald Böhm, dem Erfinder der modernen Querflöte, begleitet.
Im Rahmen seiner Forschung trug Gelsomino zur Wiederentdeckung und Restaurierung der 56. in der Geschichte dokumentierten Metallquerflöte bei.
Während dieser Zeit entwickelte er sich sowohl in der klassischen als auch in der Rockmusik weiter. Er spielte in verschiedenen Musikbands und begann, eigene Songs zu komponieren.
Nach einem Umzug nach Turin vertiefte er seine musikalische Ausbildung bei den Flötisten  Peter-Lukas Graf und Barthold Kuijken. Er spielte in Orchestern und arbeitete als Solist sowie als Dirigent. 

### Tätigkeit in Deutschland
2013 zog Gelsomino nach Deutschland, wo er als Soloflötist und Dirigent tätig wurde. Er gründete das Duo Crescendo und das Kammerorchester Camerata del Cardellino, mit denen er Erfolge in der klassischen Musikszene feierte. Neben seinen Aktivitäten als klassischer Musiker begann er, italienische Lieder bei kulturellen Veranstaltungen zu singen und trat als Singer-Songwriter auf.
Sein 2022 veröffentlichtes EP-Album Fiore di nuvola und das 2023 erschienene Album Matilda erhielten internationale Aufmerksamkeit, darunter Radio-Airplay in den USA und Chartplatzierungen in Italien.
Gelsomino ist als Musiklehrer bei Dortmund Musik tätig und dirigiert das Bläserorchester AufWind der Dortmunder Musikschule.

### Stil und Einfluss
Gelsominos Musik vereint Elemente aus Klassik, Rock und italienischer Liedermacherkunst. Er spielt eine Vielzahl von Instrumenten, darunter Querflöte, Traversflöte, Tin Whistle, Gitarre, Klavier, Mundharmonika und Dudelsack. Seine Songs sind oft autobiografisch geprägt und behandeln Themen wie Heimweh, persönliche Entwicklung und die Verbundenheit zu Sizilien.
Sergio Gelsomino bezeichnet sein musikalisches Genre als ‘BaRock’, eine Fusion aus Barockmusik und modernen Elementen, die seine vielseitige künstlerische Identität widerspiegelt.

## Diskografie
Alben
- 2022: Fiore di nuvola (SGMusic)
- 2023: Matilda (SGMusic)

## Auszeichnungen
- King’s Peak International Music Competition (2020)

- Platzierungen in den italienischen Radio-Charts (Occhi da bambina, 2023)[14]
- 2024 präsentierte Sergio Gelsomino seine italienischen Lieder vor 6500 Zuschauern in der UEFA24 Fanzone auf dem Friedensplatz in Dortmund, anlässlich des ersten Spiels der italienischen Nationalmannschaft.[15][16]
- 2024 Jahr wurden ausgewählte Songs von Gelsomino in die multimediale Autobiografie des deutsch-italienischen Boxweltmeisters Graciano „Rocky“ Rocchigiani aufgenommen.[17] Die Premium-Edition dieser Autobiografie, streng limitiert auf 999 Exemplare, erreichte den Status eines Spiegel-Bestsellers.[18]